# James Kwesi Appiah
James Kwesi Appiah, também conhecido como Akwasi Appiah (Kumasi, 30 de junho de 1960), é um treinador e ex-futebolista ganês que atuava como lateral esquerdo. Atualmente treina a seleção de Gana.

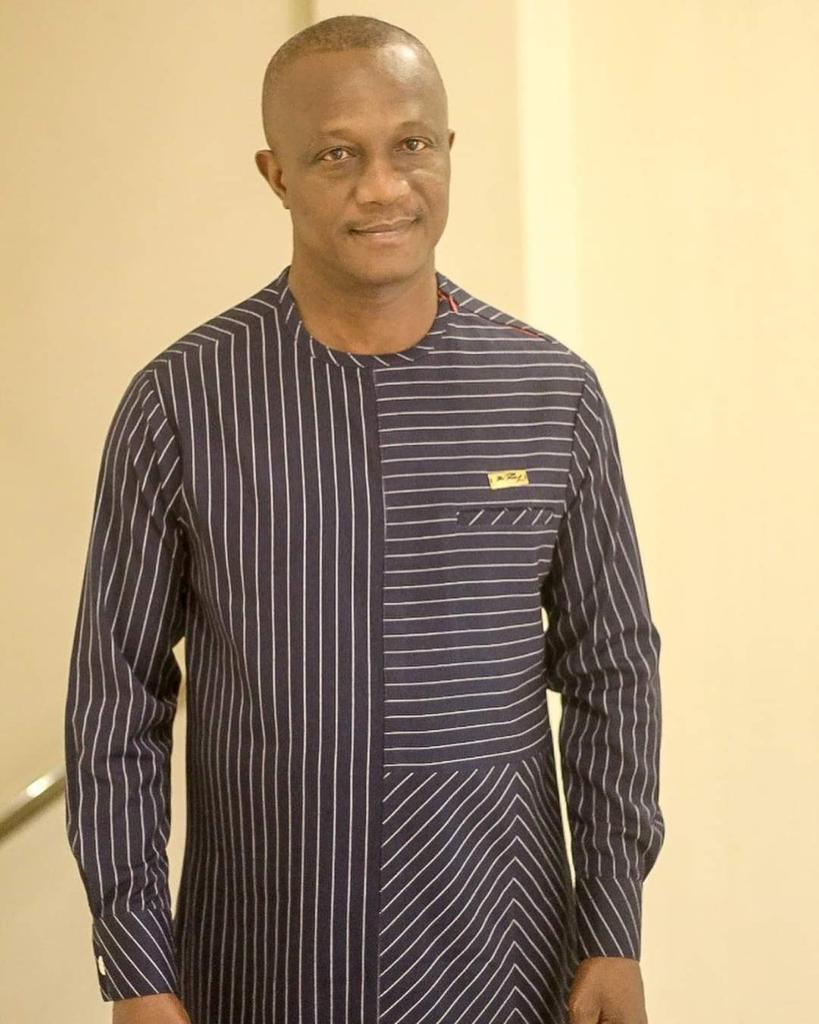
James Kwesi Appiah

## Carreira

### Jogador
Appiah atuou como lateral-esquerdo, jogou no Kumasi Asante Kotoko, nos anos de 1983 a 1993.
Appiah jogou pela seleção de Gana entre 1987 e 1992, aparecendo em dois jogos de eliminatória para o Campeonato do Mundo FIFA. Ele também foi capitão do time.

### Treinador
James participou de períodos de treinamento de treinador de futebol em clubes ingleses como o Manchester City e Liverpool, e também atuou como assistente técnico da Seleção Ganesa entre 2007 e 2012. Appiah ainda foi treinador da equipe Sub-23 de Gana, que conquistou o All-Africa Games de 2011.
James foi efetivado como o treinador da seleção de Gana principal em abril de 2012, quando ele mesmo se descreveu como "O Azarão" do processo de escolha. Sua equipe conseguiu conquista a classificação à Copa do Mundo FIFA de 2014 no Brasil, fazendo-o o primeiro treinador Africano negro a levar o país para uma Copa do Mundo. Após isso, em maio de 2014, o seu contrato foi renovado para mais dois anos. No mundial, Gana acabou desclassificada ainda na fase de grupos.
Em 11 de setembro de 2014 deixa a seleção.
Em 04 de abril de 2017 é confirmada sua volta ao cargo de treinador da seleção de Gana.